# Lagunas de Somoza
Lagunas de Somoza es una localidad del municipio leonés de Val de San Lorenzo, en la Comunidad Autónoma de Castilla y León. El pueblo, que se encuentra al sur del municipio, está formado por dos barrios: el Barrio de Arriba y el Barrio de Abajo. Se accede a la localidad a través de las carreteras LE-6425 y LE-6318.
La iglesia está dedicada a La Asunción.

## Localidades limítrofes
Confina con las siguientes localidades:
- Al norte con Murias de Pedredo.
- Al noreste con Valdespino de Somoza.
- Al este con Santiago Millas.
- Al sur con Villar de Golfer.
- Al oeste con Luyego de Somoza y Villalibre de Somoza.

## Demografía
Evolución de la población
| Gráfica de evolución demográfica de Lagunas de Somoza entre 2000 y 2017 |
|                                                                         |
| Población de derecho (2000-2017) según el padrón municipal del INE      |

## Historia
Así se describe a Lagunas de Somoza (Laguna de la Somoza) en el tomo X del Diccionario geográfico-estadístico-histórico de España y sus posesiones de Ultramar, obra impulsada por Pascual Madoz a mediados del siglo XIX:

Villa en la provincia de León, partido judicial y diócesis de Astorga, audiencia territorial y capitanía general de Valladolid, ayuntamiento de Santiago de Millas; Situada en una llanura cerca del río Duerna; su clima aunque frío, es bastante sano. Tiene unas 80 casas; escuelas de primeras letras, iglesia parroquial (Santa María), servida por un cura de primer ascenso y libre provisión, una ermita (San Gregorio) en que se celebra una pequeña función el día de su titular; y buenas aguas potables. Confina con término de Luyego, Villar de Golfer, Valdespino de San Lorenzo y Tabladillo de Turienzo. El terreno es flojo y pedregoso. Producciones: centeno, patatas y pastos, cría ganados. Sus moradores se dedican a la arriería, dejando a cargo de las mujeres el cultivo de los campos. Población: 90 vecinos, 358 almas. Contribución: con el ayuntamiento.
Diccionario geográfico-estadístico-histórico de España y sus posesiones de Ultramar